# Policja (Malta)

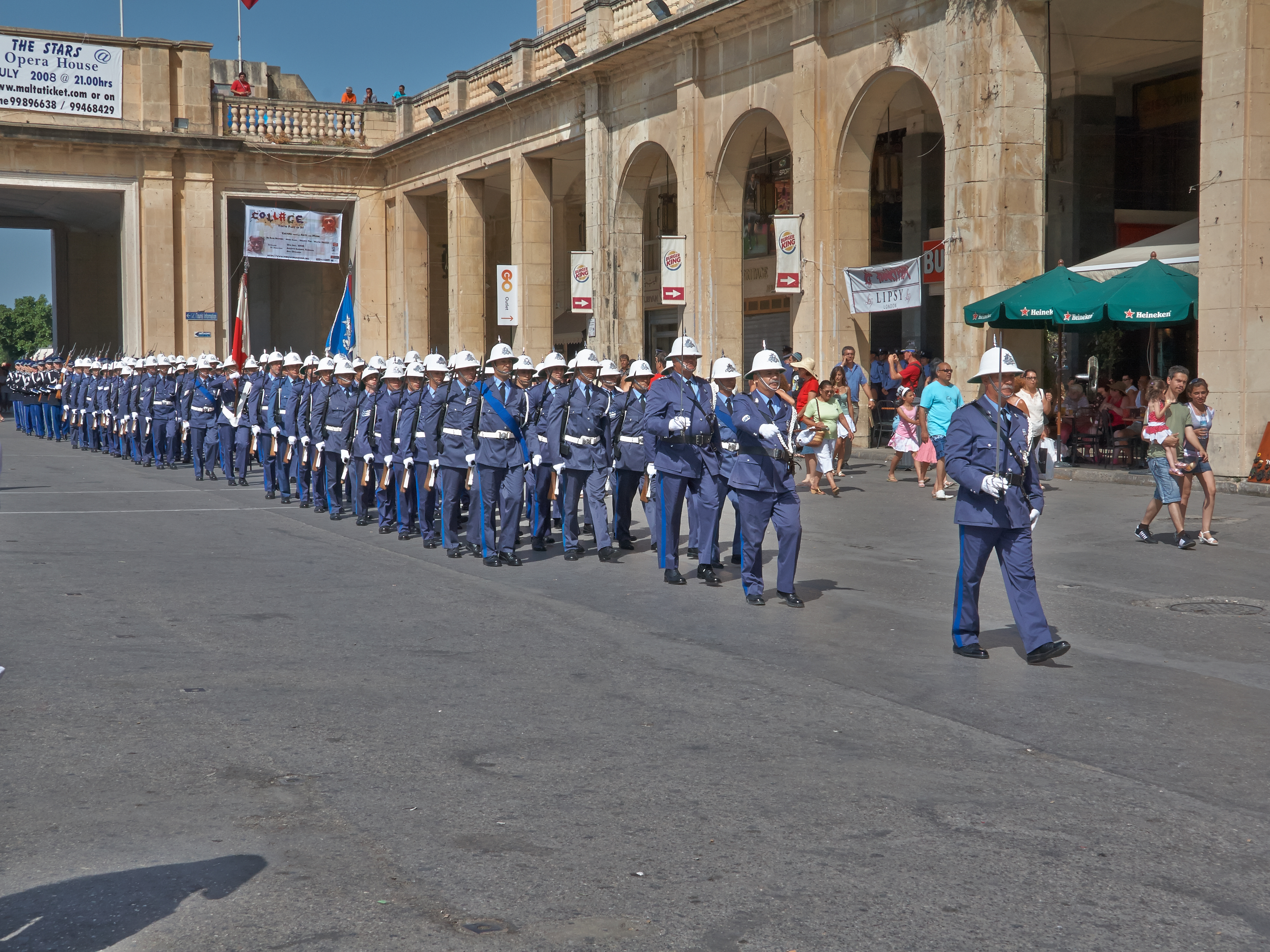
Defilada oddziałów policji w Valletcie

Siły Policyjne Malty (malt. Il-Korp tal-Pulizija ta’ Malta, ang. The Malta Police Force), potocznie Il-Pulizija – są to państwowe siły policyjne Malty. Podlegają Ministerstwu Spraw Wewnętrznych i Bezpieczeństwa Narodowego (Ministry for Home Affairs and National Security), a ich cele przedstawiono są w Ustawie o Policji, rozdział 164 (The Police Act, Chapter 164). W 2015 liczba pracowników policji wynosiła ok. 1 900.

## Historia
Maltańskie siły policyjne w obecnej formie rozpoczęły działalność za rządów gubernatora sir Thomasa Maitlanda (1813-1814). Kiedy Malta, na mocy traktatu paryskiego, stała się kolonią koronną Wielkiej Brytanii, Maitland został mianowany gubernatorem.
Proklamacją XXII z dnia 1 lipca 1814 Maitland nakazał, aby wszystkie działania do tej pory wykonywane przez administrację policyjną na Malcie, były po 12 lipca 1814 prowadzone przez władze policyjne zgodnie z ustalonymi procedurami.
Policja została podzielona na dwa odrębne wydziały – policję wykonawczą i sądową. Inspektor generalny policji (obecnie komisarz policji) został szefem policji wykonawczej. Sędziowie pokoju na Malcie i sędziowie policji na Gozo zostali szefami policji sądowej.
Od 12 lipca 1814 zarządzanie i kontrola policji wykonawczej znalazły się pod bezpośrednim nadzorem inspektora generalnego policji, który otrzymywał rozkazy od gubernatora.
Po przyznaniu samorządności w 1921, departament policji stał się odpowiedzialny przed rządem maltańskim. Pierwszym ministrem, odpowiedzialnym za wymiar sprawiedliwości i policję, był dr Alfredo Caruana Gatto.
Policja maltańska jest jedną z najstarszych sił policyjnych w Europie.

## Rola i obowiązki policji
Maltańska policja ponosi odpowiedzialność za prowadzenie dochodzeń oraz bezpieczeństwo narodowe.
W roli śledczej maltańska policja jest prawnie zobowiązana do działania po otrzymaniu informacji, raportu lub skargi, i decyduje o indywidualnym charakterze tych informacji, w celu odpowiedniego ich traktowania.
Raporty mogą być przedmiotem śledztwa karnego lub dochodzenia natury cywilnej.
Policja bada przestępstwa kryminalne, i zwykle nie ingeruje w sprawy cywilne.
Policja prowadzi dochodzenia, zbiera dowody i doprowadza przestępców przed organ sądowy.
Policja zawsze poszukuje prawdy w ramach swoich uprawnień śledczych, w połączeniu z uprawnieniami władz sądowych.
To komisarz policji decyduje o tym, jakie zarzuty zostaną postawione sprawcy.
W przypadku, gdy ofiara nie zgadza się z zarzutami przedstawionymi sprawcy w sądzie, może zakwestionować decyzję komisarza, składając wniosek do sędziego pokoju.

## Struktura sił policyjnych Malty

### Stopnie w policji maltańskiej
- Police Constable / Reserve Police Constable (Policjant)
- Police Sergeant (Sierżant policji)
- 1st Class Sergeant Major (St. sierżant 1 kl.)
- 2nd Class Sergeant Major (St. sierżant 2 kl.)
- Inspector (Inspektor)
- Superintendent (Nadinspektor)
- Assistant Commissioner (Asystent komisarza)
- Deputy Commissioner (Zastępca komisarza)
- Commissioner of Police (Komisarz policji)[4]

### Podział administracyjny
Malta jest podzielona na dwa regiony (region) – region A (południowy) i region B (północny + Gozo). Region A obejmuje okręgi (district) od 1 do 6, natomiast region B obejmuje okręgi od 7 do 12. Każdy region jest kierowany przez zastępcę komisarza, zaś każdy okręg przez nadinspektora.
Zasadniczo sprawy lokalne są obowiązkiem policji okręgu, chociaż wszystkie inne działy pomagają w tej misji.

### Wydziały specjalne
Istnieją również wyspecjalizowane wydziały, które stanowią część sił policyjnych na Malcie. Niektóre z nich to:
- Wydział egzekwowania prawa administracyjnego (Administrative Law Enforcement Unit - ALE)[6]
- Wydział kryminalny (Criminal Investigation Department - CID)[7]
- Jednostka ds. przestępczości internetowej[8]
- Sekcja psów policyjnych (Dog Section)[9]
- Wydział ds. narkotyków (Drug Squad - DSQ)[10]
- Wydział ds. przestępstw gospodarczych (Economic Crimes Unit - ECU)[11]
- Wydział ds. prania pieniędzy (Money Laundering Unit - MLU)[12]
- Sekcja konna (Mounted Section)[13]
- Służby ochronne (Protective Services)
- Jednostka szybkiego reagowania (Rapid Intervention Unit - RIU)[14]
- Oddział specjalny (Special Branch - SB)
- Sekcja ruchu drogowego (Traffic Section)[15]
- Wydział ds. prostytucji i nielegalnego hazardu (Vice Squad - VSQ)[16]

Wydział o nazwie Jednostka ds. Relacji Międzynarodowych (International Relations Unit - IRU) koordynuje współpracę z Europolem, Interpolem (od 1971) oraz Schengen Information System, a także ma za zadanie wzajemną wymianę informacji.

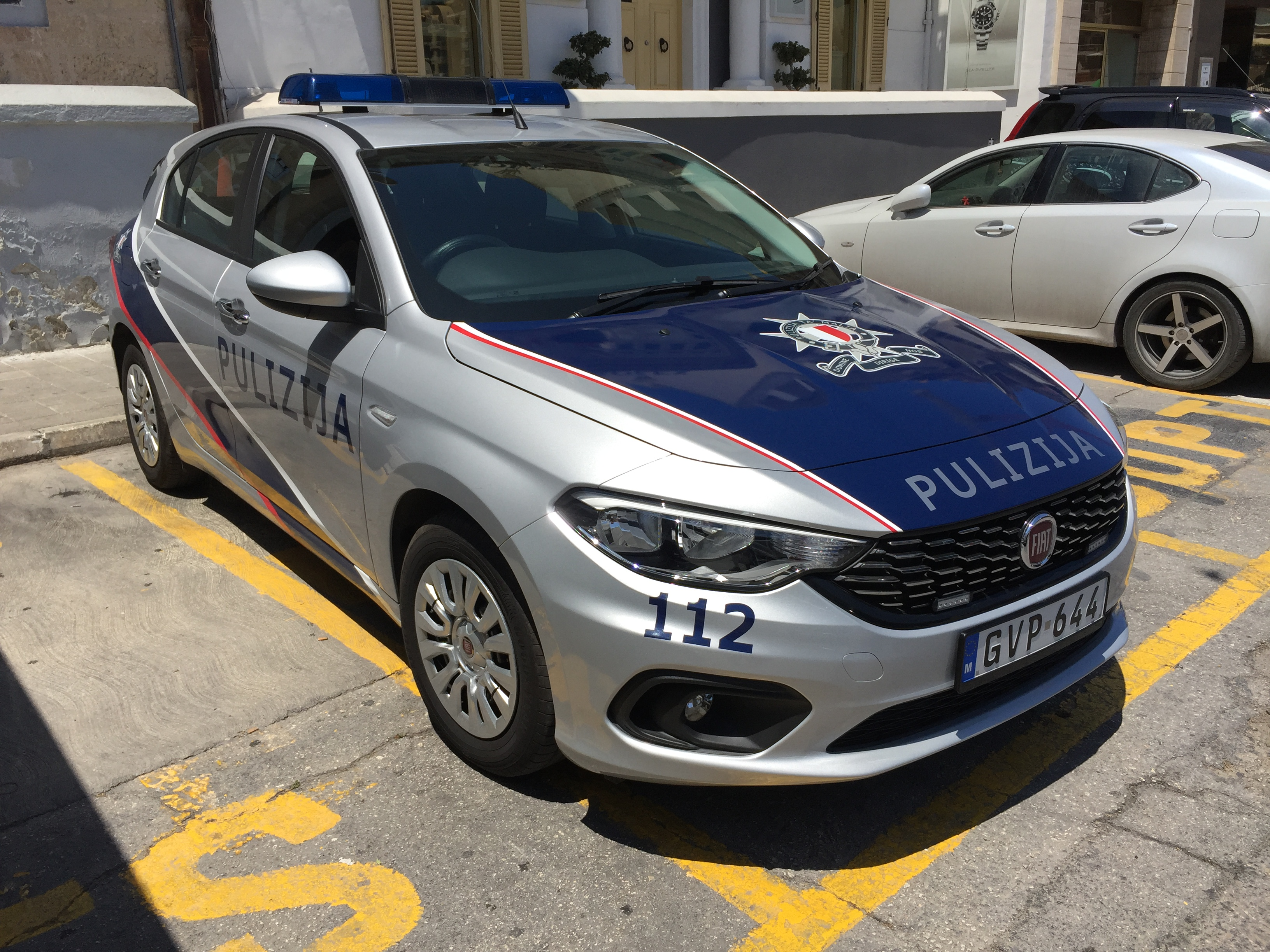
Pojazd policji dystryktowej

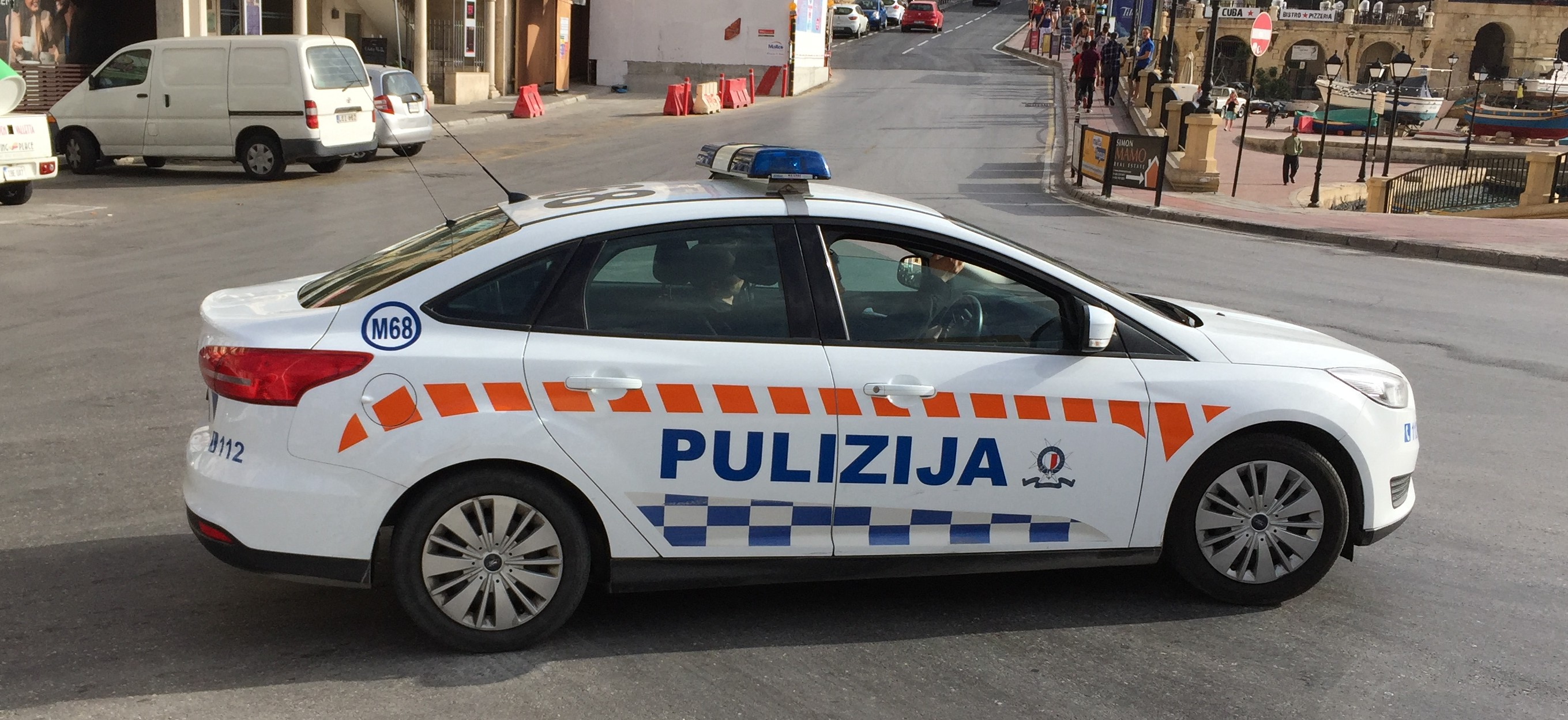
Pojazd Jednostki Szybkiego Reagowania

Członkowie sił policyjnych są uprawnieni do emerytury po 25 latach pracy. Wielu policjantów jest członkami International Police Association (IPA), a sama policja jest członkiem Interpolu od 1972.